# カナリアス級重巡洋艦
| カナリアス級重巡洋艦 | カナリアス級重巡洋艦 |
| -------------------- | --- |
|                      | |
| 艦級概観             | |
| 艦種                 | 重巡洋艦 |
| 艦名                 | 地名 |
| 前級                 | プリンセサ・デ・アストゥリアス級 |
| 次級                 | - |
| 性能諸元             | |
| 排水量               | 基準：1万670トン 満載：1万3200トン |
| 全長                 | 193.8 メートル (m) |
| 水線長               | 192.2 m |
| 全幅                 | 19.5 m |
| 吃水                 | 常備：5.3 m 満載：6.5 m |
| 機関                 | ヤーロー式重油専焼三胴缶8基 +パーソンズ式ギヤードタービン4基2軸推進                                                                             |
| 最大出力             | 9万馬力 |
| 最大速力             | 33.0ノット |
| 航続距離             | 15ノット/8000海里 |
| 燃料                 | 重油：2588トン |
| 乗員                 | 1042名 |
| 兵装                 | 1924年型 20.3cm（50口径）連装砲4基 1935年型 12cm（45口径）単装高角砲8基 40mm(60口径)機関砲8～12門 20mm機銃3丁 53.3cm三連装水上魚雷発射管4基12門 |
| 装甲                 | 舷側：51mm 甲板：38mm 主砲塔：25mm（前盾）、25mm（側盾）、-mm（後盾）、70mm（天蓋） 火薬庫：114mm 司令塔：-mm                                   |
| 航空兵装             | 水上機-機 |

カナリアス級重巡洋艦 (英語: Canarias-class cruiser、スペイン語: Crucero Pesado Clase Canarias) とは、スペイン海軍が戦間期に計画した重巡洋艦の艦級で、2隻が就役した。設計技師はアームストロング・ホイットワースのフィリップ・ワッツである。イギリス海軍のケント級重巡洋艦（カウンティ級重巡洋艦）をタイプシップとした艦型である。本級はスペイン海軍が1926年度計画により建造し、第二次世界大戦前に竣工させた最初で最後の条約型巡洋艦となった。
スペイン内戦では反乱軍（ナショナリスト派）に所属し、2番艦バレアレス (Baleares) は1938年3月6日にパロス岬沖海戦で撃沈された。ネームシップのカナリアス (Canarias) は第二次世界大戦終結後に幾度か実施した改装で、集合煙突から二本煙突を採用し、艦容が大きく変化した。1975年まで在籍した。

## 建造までの経緯
スペイン海軍は1908年の米西戦争の敗北から、非効率な海軍工廠をイギリスの資本により復活させた。1909年より弩級戦艦「エスパーニャ級」を建造してから軍艦の建造に於いては設計・資材・兵装はイギリスより購入し、建造・組み立てはスペイン国内で行うという方針で海軍艦艇の建造をおこなう。巡洋艦もその例に漏れず、いずれもイギリス海軍の軽巡洋艦から影響を受けた。
1926年海軍計画において重巡洋艦3隻の建造が承認されたが、後に2隻のみ建造に改められた。

## 艦形
船体形状はイギリス条約型重巡洋艦の流れを汲む、水面から乾舷が高い典型的な平甲板型船体である。船体形状は船体長を長くとり、船体の幅を抑えて水の抵抗を抑える形状で、これは少ない機関出力でも高速を出しやすい形状とした。また、乾舷が高いということは外洋航行時の凌波性にも良好な性質が出るので巡洋艦には最適な艦形であった。本級の設計においては、ケント級よりも顕著で全長は4m程長く、幅は1.3m狭くなっていた。
上部構造物では、艦橋構造はケント級重巡洋艦で採用された塔型艦橋であるが、操舵艦橋を前方に張り出した点でタイプシップと異なる設計である。また、タイプシップとは異なり集合煙突を採用しているのが大きな特徴で、ケント級との外観上の識別点となっている。無論、集合煙突の採用自体は列強では珍しくはないが、重巡洋艦で外見でそれと判るように煙突を纏めたのは大日本帝国海軍くらいで、他国は結合した煙路を船体内に隠すか煙突の下部のみ露出させるのが一般的であった。しかし、本級では甲板上で2本の煙突を途中で結合させた特異な形状をしており、2つ目の外観上のポイントとなっている。元来、イギリス海軍は自国艦は保守的に、海外に輸出する艦では新機軸をテストする傾向が強かったが、本級もそれに倣ったものである。

## 外観

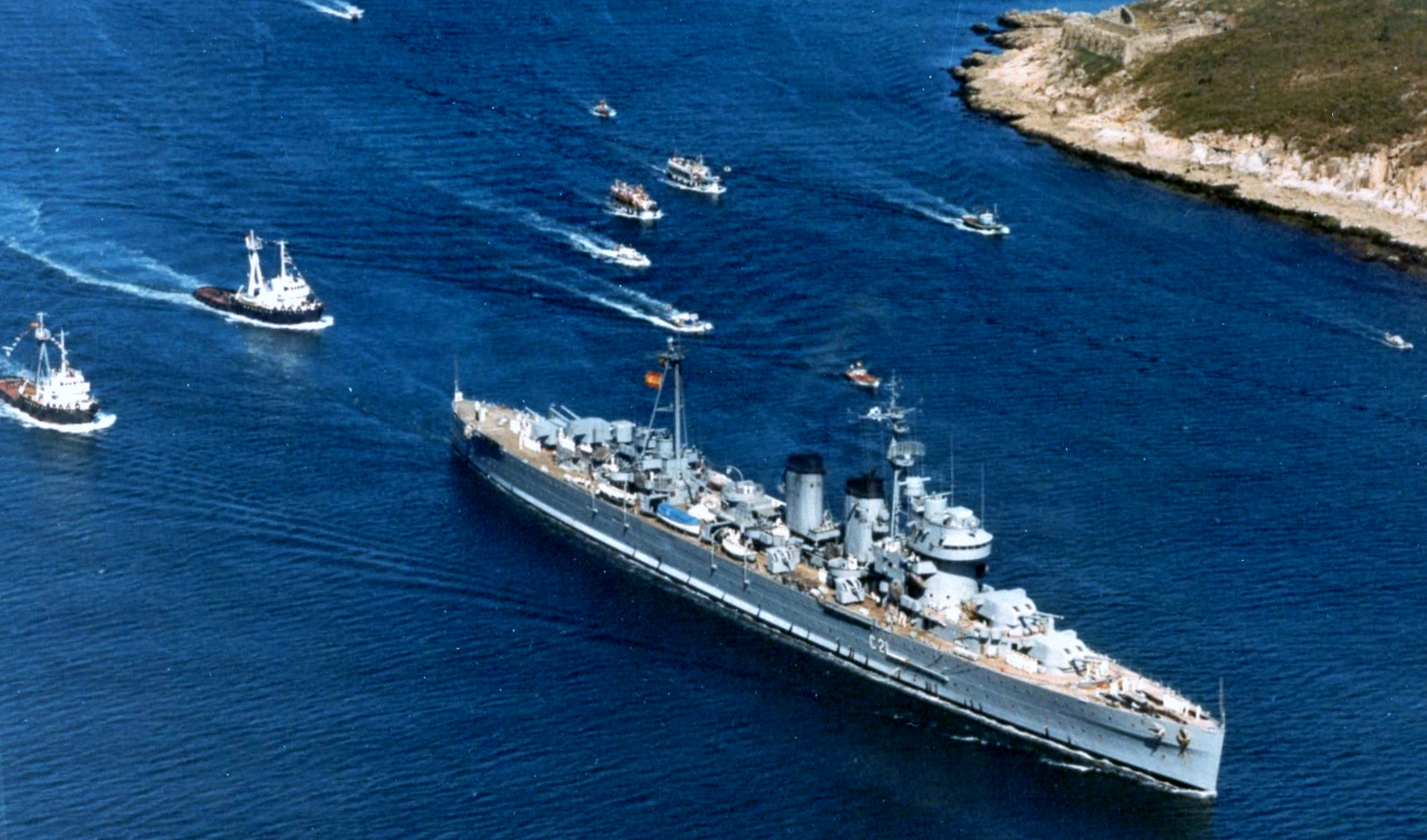
近代化改装後のカナリアス

僅かにシア（甲板の反り返り）の付いた艦首甲板から「1924年型 Mark D 20.3cm（50口径）砲」を連装式の砲塔に納め、1・2番主砲塔を背負い式で2基配置された。2番煙突の基部から上部構造物が開始し、塔型艦橋の背後に簡素な単脚式の前部マストが立つ。
前述の結合煙突の周囲から後方にかけて艦載艇置き場があり、煙突の後方に立つ後部マストについたクレーン1基により運用された。舷側甲板上には対空火器として「1935年型 12cm（45口径）高角砲」を単装砲架で片舷に4基ずつ等間隔に配置し計8基を搭載した。後部甲板上に3･4番主砲塔が後ろ向きに背負い式で2基を配置した。
本級の魚雷兵装は特色があり、後檣付近の船体内に53.3cm三連装魚雷発射管を固定式で片舷2基ずつ計4基搭載した。
2番艦「バレアレス」は設計時に小改良されて建造時から煙突にファンネルキャップが付けられ、艦橋の頂上部後方に測距儀が配置されていたのが外観上の識別点である。
第二次世界大戦後の1952年から1953年にかけて「カナリアス」はエル・フェロル工廠で近代化改装が行われ、艦橋に射撃指揮装置が追加されて前部のマストは三脚化した。特徴的な集合煙突は普通の2本煙突に交換された。後にレーダーを装備した時に前後のマストはさらに大型化して前後とも三脚マストに交換された。

## 兵装

### 主砲

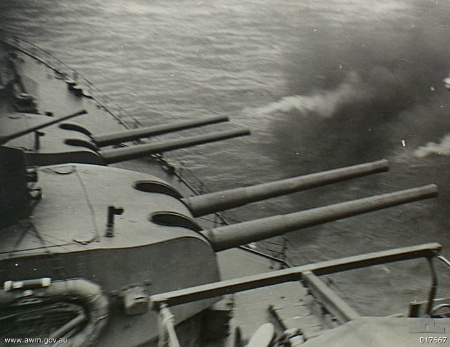
本級の主砲塔と同型のカウンティ級重巡洋艦「シュロップシャー」の主砲塔。

主砲はイギリス製の「1924年型 Mark D 20.3cm（50口径）砲」を採用してタイプシップと同様に連装砲塔で4基を搭載した。その性能は重量116kgの砲弾を仰角49度で2万9750 mまで届かせられた。砲塔の旋回は首尾線方向を0度として左右120度で、俯仰角度は仰角70度・俯角5度でケント級と同じく一応は対空射撃も考えられてはいるが、装填角度は8度で発射速度が毎分3発程度では対空射撃は無効に近かった。

### 高角砲、その他の備砲
高角砲は新設計の「1935年型 12cm（45口径）高角砲」を採用した。その性能は22kgの砲弾を仰角45度で最大射程2万 mを、最大仰角80度で最大射高9750 mまで届かせることができた。これを単装砲架で8基を搭載した。砲架の俯仰能力は仰角80度・俯角5度で旋回角度は左右150度の旋回角度を持っていた。砲の旋回、砲身の上下・砲弾の装填の動力は人力を必要とした。発射速度は毎分15～20発である。他に近接火器としてスウェーデンはボフォースの「4cm（60口径）機関砲」を連装砲架で4基、2cm（65口径）機銃を3丁備えていた。

### バレアレス
また、バレアレスは工期の遅れから就役時には射撃指揮装置と4番主砲塔が未搭載で高角砲も届かなかったためにチュルカ級駆逐艦の主砲である「ヴィッカース 12cm（45口径）速射砲」を流用して防盾付きの単装砲架で4基と対空火器として「OTO 10cm（45口径）高角砲」を単装砲架で4基を搭載され、近接火器として「ヴィッカース 4cm（39口径）ポンポン砲」を単装砲架で4基を搭載して就役した。1937年6月にカディスで射撃指揮装置と4番主砲塔を搭載した時に10cm高角砲4基を撤去してヴィッカース 12cm速射砲を8基にした。更に11月に4cmポンポン砲を撤去し、代わりにドイツから輸入した「クルップ 8.8cm（45口径）高角砲」を単装砲架で4基搭載した。

## 機関
機関配置は前に缶室、後ろにタービン室を置く全缶全機配置で、被害時にはボイラーか機関が全滅する可能性の高い生存性の低い配置である。ボイラー配置はボイラー4基を2室に別けて配置したために本来は2本煙突となるはずが甲板上で結合させたために不恰好な結合煙突となっている。これは運用性能が悪かったのか、竣工後の1952年の近代化改装で普通の直立型2本煙突に改修された。機関はパーソンズ式ギヤード･タービンを4基を搭載するが、ここから変っており2基を1軸ずつ纏めて2軸推進を採っていた。1万トン級で2軸推進というのは条約型重巡洋艦でも珍しく（タイプシップであるケント級重巡洋艦は4軸推進）、ここでもイギリスの実験艦的設計が光っている。機関出力はヤーロー式重油専焼缶8基とパーソンズ式ギヤードタービン4基2軸推進により「カナリアス」が1934年の公試において最大出力9万1299馬力で速力33.69ノットを発揮し、常用9万馬力で速力33ノットとされた。航続距離は15ノットで8000海里であった。

## 防御
元設計のイギリス巡洋艦は船体防御よりも航続距離と航海中の乗員の快適性を重視するイギリス式設計のために防御能力は諸外国に比べて劣っていたが、本級は間接防御を重視した設計を採っていた。バロス岬沖海戦では、夜戦で魚雷数本を被雷した「バレアレス」が航行不能になったものの轟沈には到らず、翌朝まで持ちこたえている。
装甲厚は舷側の水線部は最大厚は元設計の倍の51mm装甲を弾薬庫の側面に張っており、他の部分は38mm装甲が張られた。舷側は下方に向かって傾斜していたために傾斜装甲となりカタログ値よりも防御効果は上がっていた。水線下は1層式の水雷防御の外側にバルジを設けていた。水密区画は艦底部の二重底と接続されていた。甲板防御は最上甲板に38（19+19）mm装甲を張っていた。主砲塔の防御は前盾・側面・後盾・天蓋・バーベットすべて25mmであった。唯一として前部・後部火薬庫のみ側面に102～114mmもの装甲を張り、天蓋には75mm装甲で覆っていた。司令塔は25mmであった。

## 艦歴
2隻ともSECNのフェロル工廠で建造された。1番艦「カナリアス」は1928年8月15日に「バレアレス」とともに起工した。スペイン国内の政情不振のために海軍予算の削減が相次ぎ、工期は延期に延期を重ね、1931年5月にようやく進水式を行った。それでも竣工まで5年の歳月を要し、1936年9月に竣工した。2番艦「バレアレス」は1932年4月28日に進水式を行い、1936年12月28日に竣工した。
しかし、両艦とも計画通りに竣工せず、｢カナリアス」は竣工時に12cm(45口径)高角砲の製造が間に合わず仮設に10.2cm(45口径)単装高角砲を搭載し、「バレアレス」は主砲塔の組み立てが遅延し、竣工時は4番砲塔が未搭載であった。両艦ともに、公試が終った頃はスペイン内戦の真っ最中であり、艤装を行っていたフェロル海軍工廠をフランシスコ・フランコ将軍率いる右派の反乱軍が接収したことにより、結果的に本級2隻は反乱海軍に属して行動することになった。
「カナリアス」は竣工後の12月にはソ連の軍事援助物資を積んだ商船「コムソマール」を撃沈、翌年3月には軽巡洋艦「アルミランテ・セルベラ」と共にジブラルタルを抜けてスペイン共和国海軍（政府海軍）の「グラヴィナ」「アルミランテ・フェルナンデス」を攻撃、「アルミランテ・フェルナンデス」を撃沈、「グラヴィナ」を損傷させ避退させた。この海戦により反乱海軍はスペイン西南部の制海権を得た。一方、「バレアレス」は1937年9月に政府軍の援助物資を積んだ輸送船団を襲撃。しかし、政府軍軽巡洋艦「リベルタード」「メンデス・ヌソス」2隻と駆逐艦7隻と、強力な布陣に阻まれた「バレアレス」は返り討ちにあう。「リベルタード」に命中弾を出すも、「バレアレス」も損傷して撤退を余儀なくされた（シェルシェル岬沖海戦）。
この後も「カナリアス」は数々の武勲を立てたが、対照的に姉妹艦「バレアレス」は武勲にも運命にも恵まれなかった。1938年3月6日未明に生起したパロス岬沖海戦で、反乱海軍は巡洋艦3隻（バレアレス、カナリアス、セルベラ）を中核に、再び「リベルタード」を含む政府軍の軽巡2隻および駆逐艦5隻に夜戦を挑んだ。旗艦「バレアレス」は探照灯を向けたので目立ってしまい、政府海軍の魚雷攻撃に遭う。魚雷2本乃至3本が前部主砲付近に命中して「バレアレス」は航行不能となり、マヌエル・ビエルナ提督は麾下艦艇に退避を命じて自身は戦死した。イギリス海軍が救援にかけつけ、駆逐艦「ケンペンフェルト」と駆逐艦「ボレアス」に救助された。
なおスペイン共和国空軍の爆撃機が沈没寸前の「バレアレス」と救助作業中のイギリス駆逐艦を爆撃し、「ボレアス」で戦死者1名を出した。姉妹艦を失った「カナリアス」は無傷のまま数々の武勲と共に内戦を勝ち抜いた。
1941年（昭和16年）5月27日、ライン演習作戦により大西洋へ出撃したドイツ海軍 (Kriegsmarine) の戦艦「ビスマルク」はイギリス海軍に包囲されて撃沈された。

ドイツ軍の西部管区司令部からの要請により、カナリアスがビスマルクの支援にむかう。5月30日、カナリアスは洋上でドイツ気象観測艦ザクセンヴァルトと遭遇した。その後、カナリアスはビスマルクの戦死者2名を回収し、水葬に伏した。
第二次世界大戦後もカナリアスは引き続き運用され、1950年代に近代化改装を受け、1975年までは現役であった。最終的に、1977年に解体されている。